# Václav Talich

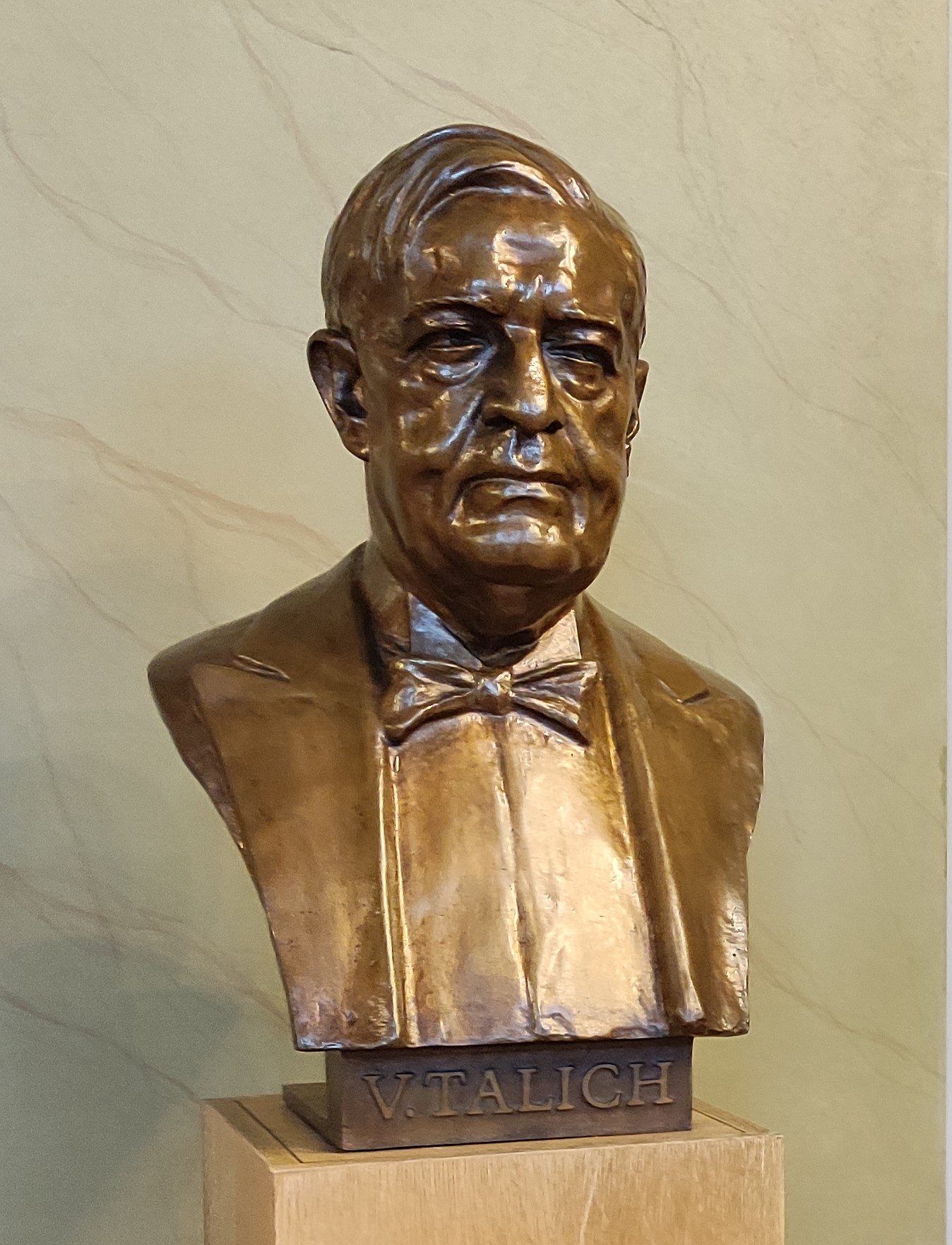
Talichs Büste im Theater Pilsen

Václav Talich (* 28. Mai 1883 in Kroměříž, Österreich-Ungarn; † 16. März 1961 in Beroun, Tschechoslowakei) war einer der bedeutendsten tschechischen Dirigenten des 20. Jahrhunderts und zehn Jahre lang Intendant der Oper des Prager Nationaltheaters. Er lehrte auch als Professor; zu seinen Schülern zählen unter anderem Charles Mackerras, Karel Ančerl, Ladislav Slovák, Václav Kašlík und Milan Munclinger.

## Leben und Wirken

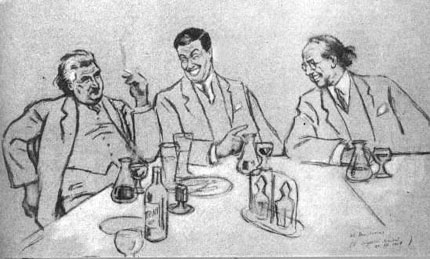
Josef Suk, Václav Talich und Vítězslav Novák, Zeichnung von Hugo Boettinger (1903)

### Herkunft und frühe Jahre
Václav Talich stammte aus einer Musikerfamilie und wurde als drittes Kind von Jan Talich und Antonie, geb. Moudrá, geboren. Sein Vater war Musiklehrer und Chorleiter, sein Bruder der Cellist Jan Talich. Ersten Geigenunterricht erhielt Talich im Alter von fünf Jahren bei seinem Vater. In seiner Kindheit zog die Familie nach Klatovy, wo er das Gymnasium besuchte. Ab 1897 studierte er am Prager Konservatorium Violine bei Jan Mařák und Otakar Ševčík sowie Kammermusik bei Jindřich Kaan von Albest (1852–1926), dem späteren Direktor des Konservatoriums. Für das Studium erhielt er auf Anregung Antonín Dvořáks ein Stipendium.
Nach Abschluss des Studiums in Prag wurde er 1903 als Konzertmeister der Berliner Philharmoniker unter der Leitung von Arthur Nikisch engagiert, der ihn dazu inspirierte, Dirigent zu werden. Aufgrund einer Lungenerkrankung übersiedelte Talich 1904 wegen der besseren klimatischen Bedingungen nach Odessa, wo er als Konzertmeister am Städtischen Opernhaus tätig war. Im selben Jahr absolvierte er sein erstes öffentliches Konzert als Dirigent mit dem Kammerorchester von Klatovy. Ein Jahr später unterrichtete er als Professor für Violine in Tiflis, kehrte jedoch wegen politischer Unruhen 1906 nach Böhmen zurück. In Prag gab er Privatunterricht, leitete einen Chor und 1907/08 den Orchesterverein, der hauptsächlich aus Amateurmusikern bestand. In dieser Zeit bewarb er sich bereits um eine Stelle als Dirigent der Tschechischen Philharmonie, allerdings ohne Erfolg.
Ab 1908 ging er als Dirigent der neugegründeten Slowenischen Philharmonie (Slovenska filharmonija) nach Ljubljana und gab mit diesem Orchester in der ersten Saison 190 Konzerte. 1910 folgten weitere Studien in Leipzig: Kontrapunkt bei Max Reger und Dirigieren bei Hans Sitt. Gleichzeitig wurde er von Arthur Nikisch gefördert, dessen Proben mit dem Gewandhausorchester er beiwohnte. Im Jahr 1911 unternahm er eine Studienreise nach Mailand, studierte dort bei Arturo Vigny und besuchte häufig das Teatro alla Scala.
Auf Empfehlung von Josef Suk, mit dem ihn eine langjährige Freundschaft verband, wurde er im August 1912 erster Kapellmeister und Leiter der Oper am Theater Pilsen und dirigierte in Pilsen ab 1914 auch das Sinfonieorchester. Wegen des Ersten Weltkriegs musste er dort seine Tätigkeit 1915 beenden. Aus gesundheitlichen Gründen wurde er nicht zum Kriegsdienst eingezogen. Er unterrichtete in dieser Zeit Musiktheorie und Violine und wirkte von 1915 bis 1918 als Bratschist im von Josef Suk mitbegründeten Tschechischen Quartett (České kvarteto).

### Tschechische Philharmonie und Prager Nationaltheater (1919–1945)
Im Dezember 1917 dirigierte Talich erstmals die Tschechische Philharmonie und 1918 das Orchester des Prager Nationaltheaters. Nach mehreren erfolgreichen Auftritten wurde er 1919 Chefdirigent der Tschechischen Philharmonie, die er erneuerte und zu einem der renommiertesten europäischen Orchester aufbaute. Im Jahr 1922 gründete er zudem den Chor der Tschechischen Philharmonie. Mit dem Orchester unternahm er zahlreiche Konzertreisen und Tourneen durch Europa, unter anderem nach Rom, Turin, Neapel, Mailand, Berlin, London, Liverpool, Paris, Wien, Norwegen und Finnland.
Die Zusammenarbeit mit der Internationalen Gesellschaft für Zeitgenössische Musik sowie die Erstaufführungen von Josef Suks Orchesterwerken und Werken anderer zeitgenössischer Komponisten wie z. B. Leoš Janáček, Bohuslav Martinů, Otakar Ostrčil, Jaroslav Křička, Rudolf Karel, Otakar Jeremiáš und Ladislav Vycpálek begründeten Talichs internationalen Ruf und er unterzeichnete einen Exklusiv-Vertrag mit dem Label His Master’s Voice. Zudem führte er auch Werke etablierter Komponisten wie Bedřich Smetana, Antonín Dvořák, Johannes Brahms, Ludwig van Beethoven, Franz Liszt, Richard Strauss, Hector Berlioz, der französischen Impressionisten sowie russischer Komponisten auf. So machte sich Talich um die Erweiterung des Repertoires des Orchesters verdient. Er arbeitete mit Solisten wie Pablo Casals, Mstislaw Rostropowitsch und Swjatoslaw Richter zusammen und lud zahlreiche bedeutende ausländische Dirigenten für Gastdirigate mit dem Orchester ein, darunter Erich Kleiber, Bruno Walter, Willem Mengelberg, Otto Klemperer, Thomas Beecham, Adrian Boult sowie Nikolai Malko.
Nach der deutschen Okkupation erhielt Talich von Joseph Goebbels 1941 eine Einladung für eine Tournee durch Deutschland, die er nicht ablehnen konnte, setzte aber bewusst den von den Nationalsozialisten im sogenannten Protektorat Böhmen und Mähren verbotenen Zyklus Mein Vaterland von Smetana auf das Programm. Nach dem großen Erfolg dieser Tournee erreichte Talich, dass einige verbotene Werke in Tschechien wieder gespielt werden durften.
Talich wurde nach dem Tod von Otakar Ostrčil im Jahr 1935 zum Intendanten der Oper des Prager Nationaltheaters ernannt. Seitdem reduzierte er seine Auftritte mit der Tschechischen Philharmonie und betraute häufig Rafael Kubelík mit der Leitung des Orchesters, auch bei Auslandstourneen. Im April 1942 wurde Talich Chefdirigent des Orchesters des Nationaltheaters und trat im selben Jahr von der Leitung der Tschechischen Philharmonie zurück; sein Nachfolger wurde Kubelík.  Unter Talichs Leitung kamen an der Prager Oper sowohl Standardwerke des Opernrepertoires zur Aufführung als auch insbesondere Werke tschechischer Komponisten und Werke von zeitgenössischen Komponisten wie Leoš Janáček, Pavel Bořkovec und Bohuslav Martinů.

### Königliche Philharmonie Stockholm und Scottish Orchestra (1926–1936)
Parallel zu seiner Tätigkeit in Prag wurde Talich 1926 zum Chefdirigenten des Königlichen Philharmonischen Orchesters in Stockholm ernannt und hatte diese Position bis 1936 inne. Während dieser Zeit dirigierte er insgesamt rund 250 Konzerte, pro Spielzeit etwa 25 bis 30 Konzerte. Auch hier entfaltete er ein breit gefächertes Repertoire mit Werken von Ludwig van Beethoven, dem er einen ganzen Konzertzyklus widmete, und Gustav Mahlers 9. Sinfonie bis hin zu Werken schwedischer Komponisten wie zum Beispiel Franz Berwald, Wilhelm Stenhammar und Tor Aulin. Außerdem war Talich von 1926 bis 1927 Chefdirigent des Scottish Orchestra in Glasgow (heute Royal Scottish National Orchestra) Darüber hinaus wirkte er als Gastdirigent zahlreicher europäischer Orchester.

### Wirken ab 1946,  Lehrtätigkeit, Slowakische Philharmonie

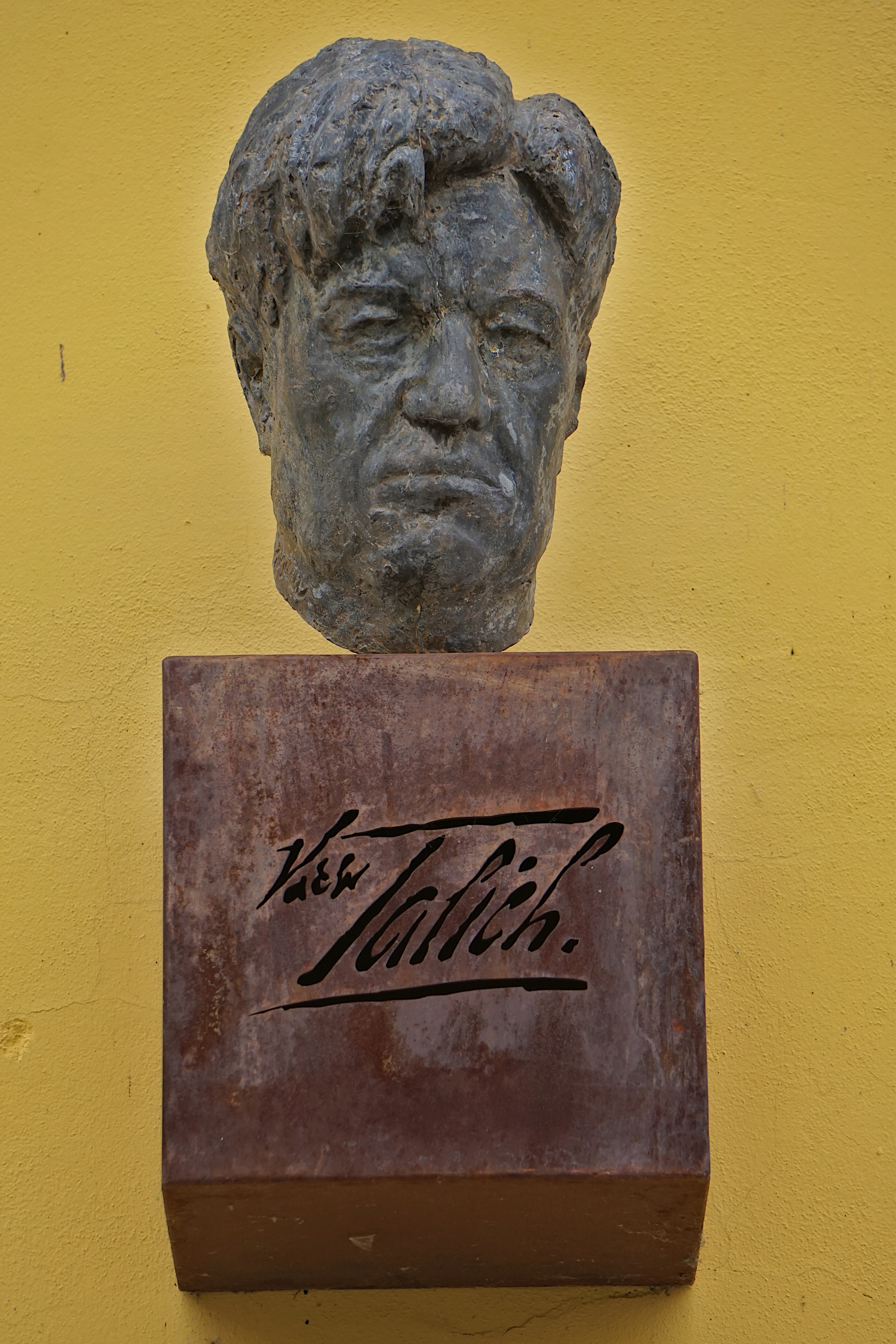
Talichs Büste an einem Haus am Hus-Platz in Beraun

Während der Zeit des Protektorats widersetzte sich Talich soweit es möglich war Vereinnahmungen durch das nationalsozialistische Regime. So hatte er es zum Beispiel abgelehnt, anlässlich Adolf Hitlers Geburtstag Wagners Oper Lohengrin am Nationaltheater aufzuführen. Ebenfalls weigerte er sich, nach einer Fidelio-Vorstellung die Glückwünsche von Nazi-Funktionären entgegenzunehmen und wurde anschließend von der Gestapo verhört. Nach Kriegsende geriet er trotzdem 1946 in den Verdacht einer passiven Kollaboration mit den Protektoratsbehörden und wurde verhaftet, besonders wegen seines Briefes an einen Protektoratsminister, in dem er verzweifelt bat, das Prager Nationaltheater nicht zu schließen. Insbesondere wurde ihm zur Last gelegt, dass er der Tschechischen Liga gegen den Bolschewismus beitrat, wie sich jedoch später herausstellte, geschah dies unfreiwillig und unter Zwang. Nach über einem Monat wurde er aus der Haft entlassen und trat erstmals nach dem Krieg mit dem Orchester des Nationaltheaters auf, von Juli 1947 bis Februar 1948 übernahm er noch einmal die Leitung der Oper als Vertretung des erkrankten Otakar Jeremiáš.
Bereits 1932 war Talich zum Professor für Dirigieren am Prager Konservatorium ernannt worden, von 1946 bis 1948 lehrte er als Professor an der Akademie der musischen Künste.  1946 gründete er mit Studenten dieser beiden Institute das Tschechische Kammerorchester (Český komorní orchestr), mit dem sich z. B. Pierre Fournier oder Germaine Leroux dem Prager Publikum vorstellten. Dieses Orchester leitete er bis ihm nach dem kommunistischen Putsch 1948 ein öffentliches Wirken in Prag aus politischen Gründen verboten wurde. Das Tschechische Kammerorchester löste sich daraufhin auf, weil es nicht mit einem anderen Dirigenten zusammenarbeiten wollte; es wurde 1957 von Josef Vlach neu begründet, der unter Talich Konzertmeister des Orchesters gewesen war. Talich durfte in Prag nur noch das Prager Rundfunkorchester dirigieren und für Schallplatteneinspielungen weiter mit der Tschechischen Philharmonie zusammenarbeiten – nachdem Rafael Kubelik 1948 das Land verlassen hatte, war er der einzige Dirigent mit internationaler Reputation.
1949 ging Talich nach Bratislava und war dort gemeinsam mit Ludovít Rajter Mitbegründer der Slowakischen Philharmonie. Bis 1952 war er der erste Chefdirigent dieses Orchesters. Hier förderte er die Aufführung der Werke slowakischer Komponisten und deren Aufnahme in das Opernrepertoire. Außerdem lehrte er in dieser Zeit an der Hochschule für Musische Künste Bratislava (VŠMU).
Seit 1954 dirigierte er auch wieder Konzerte mit der Tschechischen Philharmonie, konnte aber wegen ernster Gesundheitsprobleme mit dem Orchester nur bis 1956 zusammenarbeiten. Trotzdem verwirklichte er noch eine Reihe von einzigartigen Einspielungen für den Tschechoslowakischen Rundfunk und Supraphon. Es entstand auch eine Filmaufnahme seiner letzten Gesamteinspielung der Slawischen Tänze von Antonín Dvořák, die Regie hatte Talichs Schüler Václav Kašlík.
Talich war Initiator und Mitbegründer des Musikfestivals Prager Frühling (1946) und der tschechoslowakischen Jeunesses Musicales.

## Privates
Václav Talich lernte während seiner Tätigkeit in Ljubljana die Pianistin Vida Prelesniková (1886–1976) kennen, die er am 30. Juli 1910 heiratete. Aus der Ehe stammten der Sohn Václav (1912–2003) und die Tochter Vita (1920–2009). Talichs Neffe war der Geiger Jan Talich (1945–2020), Gründer des Talich-Quartetts.

## Künstlerischer Stil

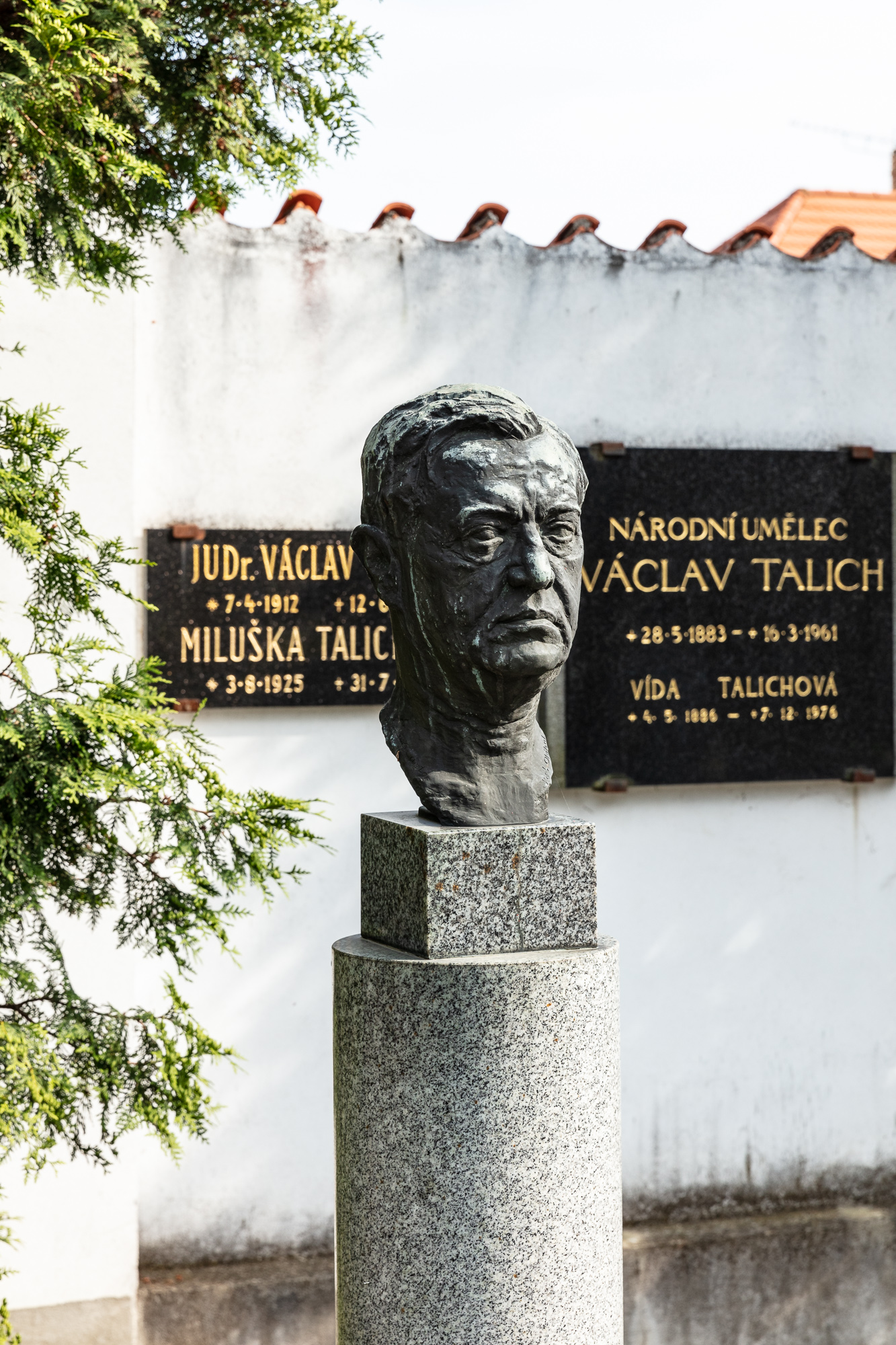
Grab Talichs in Beroun

Talichs Orchesterleitung charakterisierte eine vollkommene Kenntnis der Partitur sowie eine präzise und zugleich inspirative Arbeit mit dem Orchester, das er zu homogenem Organismus formte (sehr oft arbeitete er nicht nur mit Instrumentengruppen, sondern auch mit einzelnen Instrumentalisten). Kennzeichnend waren auch seine immense Musikalität und Einbildungskraft, sein Sinn für das ästhetische Gesamtbild sowie für bedeutungstragende Details und Klangfarbe und nicht zuletzt seine charismatische Wirkung auf das Orchester, das er immer wieder zu herausragenden Leistungen anzuregen vermochte. Jewgeni Mravinski sagte, er habe in Talichs Augen immer eine gespannte Erwartung gesehen, die sich zum Inneren eines jeden Spielers wandte und ihm half, Talichs maximalen Ansprüchen nachzukommen.
Talich selbst äußerte sich über seine Arbeit:

„Mein ganzes Leben als Künstler habe ich mich nur um eines bemüht: zu dienen und wieder zu dienen. Wenn mich böse Zungen mit dem Ausdruck ‚Virtuose‘ bedachten, ließen sie sich wahrscheinlich von der scheinbaren Leichtigkeit verführen, ohne sich bewusst zu sein, dass diese durch ungewöhnlichen Fleiß, erschöpfende Aufmerksamkeit für jedes Detail der Zeichnung, und harte Unnachgiebigkeit beim Durchsetzen der erkannten Wahrheit erkauft ist. Die Virtuosität ist an sich nicht der Zweck, sondern das gesetzmäßige Überwinden der Stofflichkeit der musikalischen Mittel, ohne das man nicht zum Geist des Werkes vordringen kann. Nein, ich bin kein Virtuose, ich bin ein ehrlicher Arbeiter und ein tschechischer Künstler.“

## Ehrungen
Talich wurde 1928 Mitglied der Königlich Schwedischen Musikakademie und 1936 Mitglied der Tschechischen Akademie der Wissenschaften und Künste. Er wurde mit dem Tomáš-Garrigue-Masaryk-Orden ausgezeichnet und erhielt im Jahr 1957 die höchste tschechoslowakische Auszeichnung, den Titel „Nationalkünstler“. Außerdem war er Ehrenmitglied der Umělecká beseda. Des Weiteren erhielt er französische, schwedische, rumänische und jugoslawische Auszeichnungen und eine Medaille der Stadt Bologna.
Seit 1983 findet alljährlich im Herbst in Beroun das Musikfestival Talichův Beroun (Talichs Beroun) statt. Seinen Namen tragen das Talich-Quartett und andere Musikensembles. Bedeutende Komponisten wie Bohuslav Martinů haben Talich Werke gewidmet.
2002 wurde ein Asteroid nach Václav Talich benannt: (11201) Talich.